# 독일 신탁청
독일 신탁관리청(독일어: Treuhandanstalt, 약자로는 THA, Treuhand)은 동독(독일 민주 공화국) 말기에 동독 국유기업(독일어: Volkseigene Betriebe, 약자로는 VEBs)의 민영화를 관장했던 기관이다. 1990년 7월 17일 인민의회(영어: People's Chamber, 독일어: Volkskammer)에 의해 설립되었으며 민영화가 가능하지 않은 경우에는 사업장 폐쇄하는 등 약 8500개의 회사를 매각하고 재구성하였다. 민영화 과정 중에 기금의 남용과 많은 경제 범죄가 발생하였고 결국 1994년 12월 31일에 해산하였다.

## 역사
‘신탁청’법은 동독개혁의 민주화를 주도하던 ‘원탁회의’의 발의로 1990년 3월 1일 제정, “동독 ‘인민재산’을 신실히 관리함(treuhänderische Verwaltung)과 동시에 시장경제 원칙에 따른 기업경영 달성”을 목적으로 설립되었다(原신탁청: Ur-Treuhandanstalt). 동독의 평화혁명이 무르익은 1990년 2월 즉각적으로 민주주의가 시행돼야한다고 요구하던 정당 DJ(Demokratie Jetzt; Democracy Now)의 대표 볼프강 울만(Uhlmann)은 ‘원탁회의’에서 처음으로 국유재산의 처리에 관한 의견을 제시하였다. 2월 12일 울만이 제안한 안은 ｢동독 인민자산에 대한 동독인민의 지분 권리 보장을 위한 신탁회사(지주회사)의 즉각 설립을 위한 제안｣이었다. 당시에는 시민단체뿐만 아니라 모드로우 정부도 경제개혁에 관한 여러 방안을 검토하고 있던 중이었기에 울만의 제안은 모든 정치세력에 큰 반향을 불러일으켰다. 3월 1일 각료회의는 울만의 제안 취지를 충분히 반영한 모드로우 정부의 원안에 따라 신탁청, 즉 ｢인민재산의 신실한 관리를 위한 관청｣을 설립하기로 결정하였다. 기본 취지는 동독 국유재산의 ‘신실한 관리’(신탁)와 동시에 ‘시장경제 원칙에 따라 기업을 경영하여 수익을 낸다’는 인식에 근거했던 것이다.
그러나 3월 18일 동독의 선거에서 보수정당 연합세력인 ‘독일연맹’이 승리, 서독 집권당인 기민/기사련과 통일 협상을 구체화해가는 과정에서 그 업무의 핵심은 크게 변했다. 즉 새로 구성된 동독인민의회에서 6월 17일 제정(7월 1일 발효)된 ｢국유재산의 사유화 및 재편성을 위한 법｣(약칭, Treuhandgesetz(THG); 이하, ｢신탁법｣)은 “사회적 시장경제 원칙 아래 공유재산의 사유화및 매각의 임무”를 갖는다고 규정, “신속하고 광범위한 사유화”를 통한 기업의 경영정상화를 법 취지의 제1항으로 정하였다. 이로써 ‘신탁 관리’는 ‘사유화’로 변질되었다. 3월 18일 인민의회 선거 이후 동독 정치적 상황은 크게 변화, 시간이 갈수록 서독 정치인의 영향력이 커지기 시작했다. 기민･기사련의 주도하에 과도정부가 구성된 이후, 구동독을 위시해 통일독일에서의 경제를 재편하는 가장 기본적인 법으로 작용하게 되는 ｢신탁법｣의 법제 과정에 구동독 인민의회가 공식적인 주체로 나서지만, 실질적으로는 구서독 정･재계의 입장이 관철되었다. ｢신탁법｣의 제정 관련해서는 서독 정치인들만 아니라 서독 금융계 대표들과 경제전문자문인들의 영향력도 크게 작용했다. 전자의 서독 정치인들에 의한 ｢신탁법｣ 안이 ‘본(Bonn) 구상(concept)’이라고 불리는 반면, 후자의 서독 경제계의 안은 ‘빌레펠트(Bielefeld) 구상’이라고 불렸다(Kemmler,1993: 163-4; Fischer & Schröter, 1993: 34).
1990년 7월 1일을 기점으로 모든 기업들은 주식회사로 전환되었고, 모든 인민소유기업(volkseigene Betriebe: VEBs)의 주식은 신탁청이 소유하게 되었다. 이로써 신탁청은 45,000개의 공장을 갖고 있는 7,894개의 인민소유기업을 소유하였고,13) 1990년 중반 기준 410만 명의 종사자가 일하고 있어, 동독 전체 일자리의 40% 이상이 신탁청 소유의 기업에 종사하고 있었다.
1990년 7월 1일 ‘화폐･경제･사회통합’(WWSU)과 함께 시행된 ｢신탁법｣에 따라 설립된 신탁청의 초대 청장으로 골케(Rainer Gohlke)가 취임한다. 그러나 골케는 2개월을 채우지 못한 채 사임하고, 8월 20일에 취임한 로베더(Detlev K. Rohwedder)는 취임 8개월 후 암살당한다. 1991년 4월 브로이엘(Birgit Breuel)이 로베더에 이어 3대 청장으로 취임한 후 1994년 말 신탁청폐지 시까지 역임했다.
신탁청의 조직이 어느 정도 구축됨에 따라 업무의 특성을 고려하여 자회사를 설립하였다. 1990년 10월에는 상업부문의 사유화를 위한 유한회사 (GPH)를 설립하여 동독의 국영상점, 음식점(restaurants), 약국, 호텔 등의 사유화를 전담하였다. 이 회사는 1991년 여름 임무를 완수하고 해체되었다.
그리고 1991년 3월에는 신탁청부동산회사(TLG)를 설립하여 각 기업들의 비업무용 부동산과 국가보위부(Stasi), 인민군, 정당 및 사회단체의 부동산을 매각･관리하도록 하였다. 신탁부동산회사의 업무가 폭증함에 따라 1992년 중반에는 농림업과 수산업용 토지를 별도로 분리하여 농림지매각관리회사(BVVG)가 맡도록 하였다.
신탁청 업무 폭증과 조직 확대에 따라 직원 수도 빠른 수로 증가하였다. 1990년 여름 300여명의 동독인과 약간의 서독인이 근무하던 신탁청에는 가을에 650명이 근무하였고, 1991년 4월에는 1,500명, 1992년 7월에는 3,800명, 1993년 말에는 최고 4,800명까지 근무하였다. 그 후 신탁청의 해체시기가 가까워지면서 직원 수도 대폭 감축되어 1994년 말에는 2,500여 명이 남아 있었다(김영탁, 1997: 286). 부정을 방지하기 위해 신탁청 직원의 친인척은 기업을 인수하지 못하도록 하였다. 1994년 12월 31일자로 신탁청은 해체되고 몇 개의 후속기구가 생겼다. 연방신탁후속특별관리청(Bundesanstalt für Vereinigungsbedingte Sonderaufgaben:BVS)은 신탁청의 법적 승계자로서 신탁청의 업무를 대부분 인수하고, 베를린경영합자회사(Beteiligungs-Management-Gesellschaft mbH: BMG)는 사유화되지 않고 남아 있는 기업을 관리･매각하는 일을 맡았으며, 신탁부동산회사(Liegenschaftsgesellschaft der Treuhandanstalt: TLG)와 농림지매각관리회사(Bodenverwertungs-und verwaltungsgesellschaft mbH: BVVG)는 여전히 부동산의 사유화를 맡았다.
신탁청은 1994년 12월 31일 해체될 때까지 15,102개의 기업체를 매각하고 4358개의 기업체를 재사유화했으며, 호텔, 식당, 약국 및 서점 등 소규모 사업장 25,030개를 사유화하고 46,552건의 부동산을 매각해 총 91,042건의 사유화를 기록했다. 이를 통해 666억 마르크의 매각수익을 올리고, 2111억 마르크의 투자와 150만 개의 일자리를 보장받았다. 초기에 추산되었던 기업가치가 약 6000억 마르크였던 것에 비하면 1/10 수준밖에 되지 않은 턱없이 낮은 매각수익이다. 사유화된 15,000여 기업 중 구동독인들에 의한 매입은― 주로 경영자기업인수(MBO) 혹은 종업원기업인수(EBO) ― 6%에 지나지않았고, 외국인 투자자 매입도 사유화 전체 기업 중 9% 정도로 나타났다.

## 활동
신탁청의 본부는 베를린에 위치해있었으며, 15개의 지부를 설립하였다. 각 지부는 1,500명 미만의 종업원을 고용한 기업을 담당하고 중앙신탁청은 그 이상의 대기업을 담당하였다.
메지에르 정부하의 동독 국민의회가 신탁청에 부여한 주요임무는 다음과 같다.
- 위탁된 국민재산의 이용과 사유화
- 가능한 많은 기업의 경쟁력 제고
- 고용확보와 창출
- 경영정상화와 기업의 구조조정
- 효율적 기업구조의 구축을 위한 지원
- 경제적 목적을 위한 부동산의 공급

이 중 중심업무는 91년 4월에 암살된 2대 청장 로베더(독일어:Detler Rohwedder)가 말한 "신속한 사유화(schnelle privatisierung), 확고한 경영정상화(entxcholssene sanierung), 신중한 청산(behutsame stillegung)로 요약할 수 있다.

## 조직 구조
신탁청의 임원은 THA 청장과 최소 4명이상의 다른 이사진 멤버로 구성되었다.
THA 청장
- Peter Moreth (1990년 3월 1일)
- Reiner Maria Gohlke (1990년 6월 16일)
- Detlev Karsten Rohwedder (1990년 8월 20일)- Gohlkes가 사임한 이후
- Birgit Breuel (1991년 4월 13일)- Rohwedder가 암살된 이후

이사진 구성원
- Hero Brahms (1992년 6월 1일)- Birgit Breuel을 대리
- Birgit Breuel (1990년 8월 19일 - 1991년 4월 13일)- 이후 청장으로 임명
- Horst Foehr
- Heinrich Hornef (재정담당) (1992년 6월 1일부터 부청장)
- Alexander Koch
- Hans Kramer
- Wolfram Krause (1992년 6월 1일까지 재정담당, 이후 동유럽 지부 발령)
- Wolf Klinz
- Gunter Rexrodt (1991년 9월 1일 - 1993년 3월 31일)
- Klaus Schucht
- Klaus-Peter Wild (1990년 8월 9일)